# Jan Hlaváč (lední hokejista)
Jan Hlaváč (* 20. září 1976, Praha) je bývalý český profesionální hokejový útočník a dvojnásobný mistr světa, který odehrál bezmála 450 zápasů v NHL a 480 zápasů v Extralize, většinu za HC Sparta Praha.

## Hráčská kariéra
Jan Hlaváč zahájil svou extraligovou kariéru ještě v dorosteneckém věku v sezóně 1993/1994 v týmu Sparty Praha. V roce 1995 ho draftoval klub New York Islanders na celkově 28. místě. O rok později se ovšem neprosadil v kempu a vrátil se do české hokejové extraligy, kde jej zbrzdila úplavice, kvůli níž se mohl mnohem lépe prosadit až v další sezóně.
V této době se přeorientoval z pozice levého křídla na centra. V roce 1999 na druhý pokus odešel do severoamerické NHL, kde postupně vystřídal týmy New York Rangers, Philadelphia Flyers, Vancouver Canucks a Carolina Hurricanes. Po návratu do Evropy působil nejprve ve Spartě, pak ve švýcarské lize v týmu HC Servette Ženeva, v sezóně 2006/2007 působil ve Spartě. Poté se pokoušel o návrat do NHL za Tampa Bay Lightning, poté co byl ale vyměněn do Nashvillu odešel do švédského Linköpings HC. Tam se mu vedlo a působil tam až do sezóny 2011/2012, mezitím se i párkrát ukázal v extralize za Liberec, Kladno a Spartu. Poté šel na dva roky do Kladna, to ale sestoupilo do 1. ligy a tak se Hlaváč ještě naposledy rozhodl pro zahraniční angažmá, tentokrát v dresu Växjö Lakers HC hrající švédskou SHL.
Ze Švédska se ale hned po sezóně vrátil do Kladna, tomu ale do Extraligy nepomohl, pár let na to získal se Spartou stříbro, následující sezónu kvůli zranění nastoupil jen do dvou extraligových utkání, v nichž nebodoval. Zranění doléčil a v únoru 2018 odešel do druholigového Vrchlabí, jež trénoval jeho bratr Petr Hlaváč. Za tento klub si připsal premiéru 17. února v derby proti Trutnovu, ve kterém nastoupil v první formaci. Po ročníku 2018/2019, vynecháném ze zdravotních důvodů, za Vrchlabí pokračoval v sezóně 2019/2020, během níž vypomohl ve třech zápasech prvoligové Slavii. Po čtyřech zápasech za Novou Paku v předčasně ukončené sezóně 2020/2021 byl v ročníku 2021/2022 tahounem HC Letci Letňany. V roce 2022 se natrvalo přestěhoval s rodinou do Česka a začal trénovat žáky Sparty. Sezóna 2022/2023 zpátky ve Vrchlabí byla jeho poslední.

## Ocenění a úspěchy
- 1999 ČHL – Nejlepší střelec
- 1999 MS – Vítězný gól
- 2010 SEL – Trofej Håkana Looba
- 2020 – Postup s týmem HC Stadion Vrchlabí do 1.ČHL

## Prvenství
- Debut v NHL – 2. října 1999 (Vancouver Canucks proti New York Rangers)
- První gól v NHL – 13. listopadu 1999 (New York Rangers proti Boston Bruins, kanadskému brankáři Byronu Dafoeovi)
- První asistence v NHL – 14. října 1999 (New York Rangers proti Pittsburgh Penguins)
- První hattrick v NHL – 11. února 2000 (New York Rangers proti Boston Bruins)

## Klubová statistika
| Sezóna       | Klub                       | Soutěž       |        | Základní část | Základní část | Základní část | Základní část | Základní část |        | Play off | Play off | Play off | Play off | Play off |
| Sezóna       | Klub                       | Soutěž       | Z      | G             | A             | B             | TM            | Z             | G      | A        | B        | TM       |          |          |
| 1993/1994    | HC Sparta Praha            | ČHL-18       | 27     | 12            | 15            | 27            |               | -             | -      | -        | -        | -        |          |          |
| 1993/1994    | HC Sparta Praha            | ČHL          | 9      | 1             | 1             | 2             | 0             | -             | -      | -        | -        | -        |          |          |
| 1994/1995    | HC Sparta Praha            | ČHL          | 43     | 7             | 8             | 15            | 0             | -             | -      | -        | -        | -        |          |          |
| 1995/1996    | HC Sparta Praha            | ČHL          | 34     | 8             | 6             | 14            | 12            | 12            | 1      | 2        | 3        | 10       |          |          |
| 1996/1997    | HC Sparta Praha            | ČHL          | 38     | 8             | 13            | 21            | 24            | 10            | 5      | 2        | 7        | 2        |          |          |
| 1996/1997    | HC Becherovka Karlovy Vary | 1.ČHL        | 2      | 0             | 1             | 1             |               | -             | -      | -        | -        | -        |          |          |
| 1997/1998    | HC Sparta Praha            | ČHL          | 48     | 17            | 30            | 47            | 40            | -             | -      | -        | -        | -        |          |          |
| 1998/1999    | HC Sparta Praha            | ČHL          | 49     | 33            | 20            | 53            | 6             | 6             | 1      | 3        | 4        | 0        |          |          |
| 1999/2000    | Hartford Wolf Pack         | AHL          | 3      | 1             | 0             | 1             | 0             | -             | -      | -        | -        | -        |          |          |
| 1999/2000    | New York Rangers           | NHL          | 67     | 19            | 23            | 42            | 16            | -             | -      | -        | -        | -        |          |          |
| 2000/2001    | New York Rangers           | NHL          | 79     | 28            | 36            | 64            | 20            | -             | -      | -        | -        | -        |          |          |
| 2001/2002    | Philadelphia Flyers        | NHL          | 31     | 7             | 3             | 10            | 8             | -             | -      | -        | -        | -        |          |          |
| 2001/2002    | Vancouver Canucks          | NHL          | 46     | 9             | 12            | 21            | 10            | 5             | 0      | 1        | 1        | 0        |          |          |
| 2002/2003    | Vancouver Canucks          | NHL          | 9      | 1             | 1             | 2             | 6             | -             | -      | -        | -        | -        |          |          |
| 2002/2003    | Carolina Hurricanes        | NHL          | 52     | 9             | 15            | 24            | 22            | -             | -      | -        | -        | -        |          |          |
| 2003/2004    | New York Rangers           | NHL          | 72     | 5             | 21            | 26            | 16            | -             | -      | -        | -        | -        |          |          |
| 2004/2005    | HC Sparta Praha            | ELH          | 48     | 10            | 28            | 38            | 34            | 5             | 2      | 0        | 2        | 6        |          |          |
| 2005/2006    | HC Servette Ženeva         | LNA          | 42     | 12            | 22            | 34            | 28            | -             | -      | -        | -        | -        |          |          |
| 2006/2007    | HC Sparta Praha            | ČHL          | 41     | 20            | 11            | 31            | 85            | -             | -      | -        | -        | -        |          |          |
| 2007/2008    | Tampa Bay Lightning        | NHL          | 62     | 9             | 13            | 22            | 32            | -             | -      | -        | -        | -        |          |          |
| 2007/2008    | Nashville Predators        | NHL          | 18     | 3             | 10            | 13            | 8             | 6             | 0      | 2        | 2        | 2        |          |          |
| 2008/2009    | Linköpings HC              | SEL          | 54     | 25            | 23            | 48            | 28            | 5             | 3      | 1        | 4        | 0        |          |          |
| 2009/2010    | Bílí Tygři Liberec         | ČHL          | 19     | 8             | 9             | 17            | 12            | -             | -      | -        | -        | -        |          |          |
| 2009/2010    | Linköpings HC              | SEL          | 38     | 30            | 21            | 51            | 24            | -             | -      | -        | -        | -        |          |          |
| 2010/2011    | HC Sparta Praha            | ČHL          | 9      | 0             | 3             | 3             | 2             | -             | -      | -        | -        | -        |          |          |
| 2010/2011    | Linköpings HC              | SEL          | 43     | 16            | 21            | 37            | 18            | 7             | 3      | 0        | 3        | 2        |          |          |
| 2011/2012    | Rytíři Kladno              | ČHL          | 11     | 4             | 2             | 6             | 8             | -             | -      | -        | -        | -        |          |          |
| 2011/2012    | Linköpings HC              | SEL          | 37     | 10            | 13            | 23            | 20            | -             | -      | -        | -        | -        |          |          |
| 2012/2013    | Rytíři Kladno              | ČHL          | 37     | 10            | 11            | 21            | 6             | -             | -      | -        | -        | -        |          |          |
| 2013/2014    | Rytíři Kladno              | ČHL          | 17     | 4             | 6             | 10            | 0             | -             | -      | -        | -        | -        |          |          |
| 2013/2014    | Växjö Lakers HC            | SHL          | 10     | 2             | 6             | 8             | 2             | 12            | 4      | 2        | 6        | 0        |          |          |
| 2014/2015    | Rytíři Kladno              | 1.ČHL        | 13     | 6             | 8             | 14            | 4             | -             | -      | -        | -        | -        |          |          |
| 2014/2015    | HC Sparta Praha            | ČHL          | 1      | 0             | 0             | 0             | 0             | -             | -      | -        | -        | -        |          |          |
| 2015/2016    | HC Sparta Praha            | ČHL          | 5      | 3             | 4             | 7             | 2             | 14            | 2      | 4        | 6        | 2        |          |          |
| 2015/2016    | HC Benátky nad Jizerou     | 1.ČHL        | 3      | 4             | 0             | 4             | 0             | -             | -      | -        | -        | -        |          |          |
| 2016/2017    | HC Sparta Praha            | ČHL          | 2      | 0             | 0             | 0             | 0             | -             | -      | -        | -        | -        |          |          |
| 2017/2018    | HC Stadion Vrchlabí        | 2.ČHL        | 4      | 3             | 4             | 7             | 6             | 8             | 3      | 4        | 7        | 0        |          |          |
| 2018/2019    | Nehrál                     | Nehrál       | Nehrál | Nehrál        | Nehrál        | Nehrál        | Nehrál        | Nehrál        | Nehrál | Nehrál   | Nehrál   | Nehrál   | Nehrál   | Nehrál   |
| 2019/2020    | HC Stadion Vrchlabí        | 2.ČHL        | 30     | 23            | 32            | 55            | 18            | -             | -      | -        | -        | -        |          |          |
| 2019/2020    | HC Slavia Praha            | 1.ČHL        | 3      | 0             | 0             | 0             | 0             | -             | -      | -        | -        | -        |          |          |
| 2020/2021    | BK Nová Paka               | 2.ČHL        | 4      | 1             | 1             | 2             | 6             | -             | -      | -        | -        | -        |          |          |
| 2021/2022    | HC Letci Letňany           | 2.ČHL        | 41     | 25            | 30            | 55            | 10            | 7             | 5      | 6        | 11       | 0        |          |          |
| 2022/2023    | HC Stadion Vrchlabí        | 2.ČHL        | 21     | 8             | 18            | 26            | 4             | 3             | 0      | 2        | 2        | 4        |          |          |
| Celkem v NHL | Celkem v NHL               | Celkem v NHL | 436    | 90            | 134           | 224           | 138           | 11            | 0      | 3        | 3        | 2        |          |          |
| Celkem v ČHL | Celkem v ČHL               | Celkem v ČHL | 411    | 133           | 152           | 285           | 231           | 57            | 11     | 11       | 22       | 20       |          |          |

## Reprezentace
První zápas v národním týmu: 3. listopadu 1995 Česko–Finsko (Stuttgart).
| Rok                       | Tým                       | Soutěž                    | Z  | G  | A  | B  | TM |
| ------------------------- | ------------------------- | ------------------------- | -- | -- | -- | -- | -- |
| 1994                      | Česko 18                  | MEJ                       | 5  | 0  | 1  | 1  | 0  |
| 1995                      | Česko 20                  | MSJ                       | 7  | 2  | 3  | 5  | 4  |
| 1996                      | Česko 20                  | MSJ                       | 6  | 0  | 0  | 0  | 2  |
| 1998                      | Česko                     | MS                        | 8  | 1  | 3  | 4  | 2  |
| 1999                      | Česko                     | MS                        | 10 | 5  | 5  | 10 | 4  |
| 2003                      | Česko                     | MS                        | 9  | 4  | 2  | 6  | 2  |
| 2004                      | Česko                     | MS                        | 7  | 1  | 3  | 4  | 6  |
| 2005                      | Česko                     | MS                        | 6  | 1  | 2  | 3  | 0  |
| 2006                      | Česko                     | MS                        | 9  | 2  | 1  | 3  | 4  |
| Juniorská kariéra celkově | Juniorská kariéra celkově | Juniorská kariéra celkově | 18 | 2  | 4  | 6  | 6  |
| Seniorská kariéra celkově | Seniorská kariéra celkově | Seniorská kariéra celkově | 49 | 14 | 16 | 30 | 18 |